# Eugene Fama
Eugene F. ”Gene” Fama (14 de febrero de 1939) es un economista estadounidense.

## Biografía
Fue laureado con el Premio del Banco de Suecia en Ciencias Económicas en memoria de Alfred Nobel en el año 2013 por su análisis empírico de los precios de los activos, muy conocido por su trabajo, empírico y teórico, en la teoría de portafolio y la valuación de activos financieros. Obtuvo su título de grado en Francés en la Universidad Tufts el año 1960 y su MBA y Ph.D en economía y finanzas en la prestigiosa University of Chicago Booth School of Business. Fama ha desarrollado toda su carrera docente en dicha escuela.
Su tesis de doctorado, en la que concluyó que los movimientos en los precios de las acciones son impredecibles (estocásticos) siguiendo un recorrido aleatorio (random walk), fue publicada en enero de 1965 en Journal of Business bajo el título de “El comportamiento de los precios accionarios” (The Behavior of Stock Market Prices", Página 34-105). Ese trabajo fue posteriormente rescrito en un artículo menos técnico llamado “Camino Aleatorio en los Precios del Mercado Accionario” ("Random Walks In Stock Market Prices") el cual fue publicado en el Financial Analysts Journal en 1965 e Institucional Investor en 1968.
Su artículo “El Ajuste de los Precios Accionarios ante Nueva Información” ("The Adjustment of Stock Prices to New Information") se publicó en Internacional Economic Review, 1969 (junto a varios coautores) fue el primer estudio de eventos que buscó analizar cómo los precios accionarios responden ante un suceso, usando datos de precios provenientes de la recién disponible base de datos CRSP (Center for Research in Security Prices).
Fama es frecuentemente citado como el padre de la Hipótesis de eficiencia de los mercados. En un innovador artículo publicado en mayo de 1970 en Journal of Finance, titulado “Mercado de Capitales Eficiente: Una Revisión del Trabajo teórico y Práctico”, Fama propuso dos conceptos cruciales que definieron el principio de la discusión acerca de los mercados eficientes. 
1-. Fama propuso tres tipos de eficiencia:
- Eficiente en su Forma Fuerte
- Eficiente en su Forma Semi Fuerte
- Ineficiente

2-. Fama demostró que la noción de Eficiencia de Mercado no puede ser rechazada sin el rechazo del Modelo de Equilibrio de Mercado (Como lo es el CAPM). Este concepto conocido como “El Problema de la Hipótesis Conjunta” ("joint hypothesis problem”) ha irritado desde su publicación a algunos investigadores.
En años recientes, producto de una serie de publicaciones, Fama se ha vuelto nuevamente controversial. Junto a Kenneth French como coautor, han puesto en duda la validez del modelo CAPM (Capital Asset Pricing Model). El CAPM dice que el ponderador Beta por sí solo es capaz de explicar el retorno esperado. Estas publicaciones describen dos factores que además del Beta pueden explicar el retorno esperado de mejor forma que el CAPM. Así ambos autores crearon el Modelo de los Tres Factores.
En el año 2005, Fama fue el primer ganador del Premio Deutsche Bank en Economía Financiera.